# 好特卖
好特卖（HotMaxx）是中國一家以售賣尾货為主的超市連鎖店。其母公司為上海芯果科技有限公司。好特卖曾因售賣的食品變質而被投訴。

## 歷史
由於好特賣創始人顾晓健和范智峯在清库存時發現了人們对尾货的熱情，他們於2020年4月開設好特卖第一家线下门店。同時好特卖還獲得金沙江创投等資本的注資。2023年4月，好特卖开放全国加盟。2024年9月30日，好特卖在香港開店。